# Xian de Yanbian
Pour les articles homonymes, voir Yanbian.
Le xian de Yanbian (盐边县 ; pinyin : Yánbiān Xiàn) est un district administratif de la province du Sichuan en Chine. Il est placé sous la juridiction de la ville-préfecture de Panzhihua.

## Démographie
La population du district était de 182 337 habitants en 1999.